# Desperatki
Desperatki (ang. Set It Off) – amerykański dramat sensacyjny w reżyserii F. Gary’ego Graya z 1996 roku.

## Fabuła
Cztery czarnoskóre przyjaciółki po latach spotykają się w firmie sprzątającej biurowce. Każda z nich ma problemy finansowe i nieudaną przeszłość. Postanawiają wspólnie obrabować bank.

## Obsada
- Vivica A. Fox jako Frankie (Francesca Sutton)
- Queen Latifah jako Cleo (Cleopatra Sims)
- Kimberly Elise jako T.T. (Tisean Williams)
- Jada Pinkett Smith jako Stony (Lida Newsom)